# Skogsby
Skogsby is een plaats in de gemeente Mörbylånga in het landschap en eiland Öland en de provincie Kalmar län in Zweden. De plaats heeft 528 inwoners (2005) en een oppervlakte van 74 hectare.
Albrunna · Alby · Algutsrum · Alvlösa · Arontorp · Ås · Bläsinge · Bredinge · Bröttorp · Bårby · Degerhamn · Dörby · Eketorp · Eriksöre · Frösslunda · Färjestaden · Gettlinge · Glömminge · Gräsgård · Grönhögen · Gårdby · Gårdstorp · Hagby-Bläsinge · Hammarby · Hässleby · Hulterstad · Isgärde · Karlevi · Kastlösa · Kleva · Kråketorp · Lenstad · Lindby · Mellby · Mysinge · Mörbylilla · Mörbylånga · Norra Kvinneby · Norra Möckleby · Norra Näsby · Näsby · Össby · Ottenby · Resmo · Risinge · Runsbäck · Ryd · Rösslösa · Seby · Skogsby · Skärlöv · Smedby · Solberga · Stenåsa · Stora Frö · Sägerstad · Södra Möckleby · Torngård · Triberga · Ventlinge · Vickleby · Västerstad